# Tyler Prize for Environmental Achievement
Le Tyler Prize for Environmental Achievement est un prix remis pour souligner les apports en science de l'environnement, en Santé-Environnement ou dans l'énergie. Créé en 1973 par John et Alice Tyler, il est remis annuellement. En 2011, il est doté d'un montant de 200 000 USD et d'une médaille en or. Les prix sont supervisés par l'Université de Californie du Sud.

## Lauréats
- 1974 : Arie Jan Haagen-Smit, G. Evelyn Hutchinson et Maurice Strong
- 1975 : Ruth Patrick
- 1976 : Abel Wolman, Charles S. Elton et Rene Dubos
- 1977 : Eugene P. Odum
- 1978 : Russell Errol Train
- 1982 : Carroll L.Wilson et la Southern California Edison Company
- 1983 : Harold S. Johnston, Mario J. Molina et F. Sherwood Rowland
- 1984 : Roger R. Revelle et Edward O. Wilson
- 1985 : Bruce N. Ames et l’Organization for Tropical Studies
- 1986 : Werner Stumm et Richard Vollenweider
- 1987 : Richard E. Schultes et Gilbert F. White
- 1988 : Bert Bolin
- 1989 : Paul J. Crutzen et Edward D. Goldberg
- 1990 : Thomas Eisner et Jerrold Meinwald
- 1991 : C. Everett Koop et M. S. Swaminathan
- 1992 : Perry L. McCarty et Robert M. White
- 1993 : F. Herbert Bormann et Gene E. Likens
- 1994 : Arturo Gomez-Pompa et Peter H. Raven
- 1995 : Clair Cameron Patterson
- 1996 : Willi Dansgaard, Hans Oeschger et Claude Lorius
- 1997 : Jane Goodall, Biruté Galdikas et George Schaller
- 1998 : Anne H. Ehrlich et Paul R. Ehrlich
- 1999 : T. T. Chang et Joel E. Cohen
- 2000 : John P. Holdren
- 2001 : Jared M. Diamond et Thomas E. Lovejoy
- 2002 : Wallace S. Broecker et Tungsheng Liu
- 2003 : Hans Herren, Yoel Margalith et Sir Richard Doll
- 2004 : Barefoot College et la Red Latinoamericana de Botanica
- 2005 : Charles Keeling et Lonnie Thompson
- 2006 : David W. Schindler et Igor A. Shiklomanov
- 2007 : Gatze Lettinga
- 2008 : James N. Galloway et Harold A. Mooney
- 2009 : Richard B. Alley et Veerabhadran Ramanathan
- 2010 : Laurie Marker et Stuart Pimm
- 2011 : May Berenbaum
- 2012 : John H. Seinfeld and Kirk R. Smith
- 2013 : Diana Wall
- 2014 : Simon A. Levin
- 2015 : Madhav Gadgil et Jane Lubchenco
- 2016 : Sir Partha S. Dasgupta
- 2017 : José Sarukhán Kermez
- 2018 : Paul Falkowski et James J. McCarthy
- 2019 : Michael E. Mann